# Herodías
Herodías (en griego: Ηρωδιάς Hērōdiás; Jerusalén, c. 15 a. C.-Lyon, después de 39 d. C.) fue una princesa idumea de la dinastía herodiana de Judea durante el tiempo del Imperio romano. Estuvo casada primero con Herodes Filipo I, su tío, y después con el hermano de este, Herodes Antipas. Fue madre de Salomé y, según los relatos evangélicos, participó en una intriga que condujo a la ejecución de Juan el Bautista.
Cuando el emperador Calígula nombró a Agripa I rey de la tetrarquía de Filipo, Herodías reprochó a su esposo que si no recibía rango real se debía tan solo a su indolencia y que debería ir a Roma y solicitarle a César la dignidad real. Antipas acabó cediendo a la insistente presión de su esposa. Pero a Calígula le irritó la ambiciosa solicitud de Antipas, y haciendo caso de las acusaciones de conspiración de Agripa, lo desterró a la Galia (hoy Lyon, Francia), de manera que murió en Hispania. Aunque Herodías podía haberse librado del castigo por ser hermana de Agripa, no quiso abandonar a su esposo, quizás debido a su orgullo. A Agripa I se le entregó la tetrarquía de Antipas, su dinero y el patrimonio de Herodías. De modo que Herodías fue responsable de las dos grandes calamidades de Antipas: su virtual derrota ante el rey Aretas y su exilio.

## Relaciones familiares
- Hija de Aristóbulo IV (ca. 35 a. C. - 7 a. C.), (uno de los dos hijos de Herodes I el Grande y la princesa asmonea Mariamna I) y de Berenice, (hija de Salomé I, la hermana de Herodes, y de Costabaro, gobernador de Idumea).

- Hermana de Herodes III (rey de Calcis), Herodes Agripa (rey de Judea), Aristóbulo V, y Mariamna III (posiblemente la primera mujer de su tío, Herodes Arquelao, gobernante de Judea).

- Nuera de Herodes I por partida doble (en adulterio), por sus matrimonios con Herodes Filipo y con Herodes Antipas.